# Cochliobolus victoriae
Cochliobolus victoriae är en svampart som beskrevs av R.R. Nelson 1960. Cochliobolus victoriae ingår i släktet Cochliobolus och familjen Pleosporaceae.   Inga underarter finns listade i Catalogue of Life.